# Sydney International Aquatic Centre
Le Sydney International Aquatic Centre (en français Centre aquatique international de Sydney) est un complexe sportif de natation situé à Sydney (Australie).

## Histoire
Construit en 1994, le stade est composé d'une piscine olympique pour les courses en bassin, d'un bassin fonctionnel pour le plongeon, la natation synchronisée et le water polo, ainsi que d'un bassin d'entraînement de 50 m.
Le centre aquatique est situé au sein du Sydney Olympic Park dans lequel se situe l'ANZ Stadium, stade qui accueillit les cérémonies d'ouverture et de clôture des jeux, ainsi que de nombreuses installations sportives et le village olympique.
En plus d'accueillir régulièrement les principaux événements nationaux comme les championnats d'Australie et les sélections olympiques, plusieurs rendez-vous internationaux ont été organisés dans ce haut-lieu de la natation australienne. Ainsi, après les championnats pan-pacifiques 1999, l'ensemble des épreuves de natation des Jeux olympiques et des jeux paralympiques d'été de 2000 se déroulent en son sein. Pour l'occasion, la capacité du stade est portée à 17 500 places contre 4 500 auparavant.
Le centre olympique fut considéré par Juan Antonio Samaranch, alors président du Comité international olympique, comme « la plus belle piscine qu’il ait vue de sa vie ». 

## Évolution de la capacité
- 1994 - 2000 : 4 500 places.
- Jeux olympiques d'été de 2000 : 17 500 places.
- Depuis 2000 : 10 000 places.